# Bombus sandersoni
Bombus sandersoni (saknar svenskt namn) är en insekt i överfamiljen bin (Apoidea) och släktet humlor (Bombus) som lever i Nordamerika.

## Beskrivning
Honorna (drottningen och arbetarna) har ljusgul päls på huvudet och gult hår på bakre delen av mellankroppen samt första och andra tergiterna (den första dock vanligtvis svart hos arbetarna) och ibland även på de två sista (femte och sjätte). Resten av kroppen är svart. Hanen har huvudet, bakre delen av mellankroppen och de två främsta tergiterna gula, resten svart. Det är en liten humla; kroppslängden är mellan 15 och 16 mm för drottningen, 8 och 13 mm för arbetarna, och 10 till 13 mm för hanen. Arten är korttungad, och har medellång tunga.

## Ekologi
Bombus sandersoni, som föredrar trädbevuxna habitat, bygger sitt bo underjordiskt. Hanarna är patrullerare, det vill säga de flyger runt i cirkulära banor för att locka till sig parningsvilliga ungdrottningar med hjälp av feromoner.
Drottningarna är aktiva mellan maj och juli, medan arbetare och hanar är aktiva mellan juni och augusti.
Arten är polylektisk, den besöker blommande växter från många olika familjer, som ljungväxter (rododendron, kalmiasläktet, Lyonia och odonsläktet), kransblommiga växter (temyntor), dunörtsväxter (dunörter, rosväxter (hallonsläktet och aplar), ranunkelväxter (trolldruvor), kaprifolväxter (tryar), ljungväxter (rododendron, kalmiasläktet och Lyonia), ärtväxter (sötväpplingar) samt grobladsväxter (penstemoner).  

## Taxonomi
Artens taxonomiska status har varit omtvistad. Från början betraktades den ofta som en underart till Bombus vagans. Numer räknar någon forskare den till Bombus frigidus, medan andra betraktar den som en fristående art.

## Utbredning
Arten förekommer främst i Kanada utom längst i norr, samt i norra och östra USA. I Kanada finns den från Northwest Territories, British Columbia och Alberta över Québec och New Brunswick till Nova Scotia, Prince Edward Island och Newfoundland och Labrador. I USA finns arten norrut från Minnesota och Wisconsin till New England, västgräns från Minnesota över Iowa och Ohio till Kentucky och Tennessee samt sydgräns till Iowa, Tennessee och North Carolina.

## Bevarandestatus
Arten är emellertid känsligare för klimatförändringar än många andra humlor, något som skulle kunna innebära problem i framtiden. Det har dessutom kunnat konstateras att pobulationen är smittad med den mikroskopiska svampen Nosema bombi. Antalet smittade individer är fortfarande lågt, men även det skulle kunna innebära problem i framtiden. Populationen är emellertid stabil, varför Internationella naturvårdsunionen (IUCN) har klassificerat arten som livskraftig (LC).